# Erepsia lacera
Erepsia lacera är en isörtsväxtart som först beskrevs av Adrian Hardy Haworth, och fick sitt nu gällande namn av S. Liede. Erepsia lacera ingår i släktet Erepsia och familjen isörtsväxter. Inga underarter finns listade i Catalogue of Life.